# Джуанг
Джуанг — язык одноимённого народа Индии (штат Орисса). Джуанги относятся к традиционным «племенам» востока Индии, их язык — к языкам мунда. Вместе с языком кхариа он образует особую ветвь в рамках южных мунда языков (иногда их выделяют как особую, центральномундскую ветвь). Однако процент общей лексики кхариа и джуанг не выше 20-22 % (по данным справочника «Этнолог»). Существует также гипотеза, согласно которой джуанг — изолят в рамках группы мунда.
Язык джуанг испытал сильное влияние индоарийского языка ория, утратив глоттальную смычку и заимствовав образование относительных предложений, системы эвиденциальности и анафоры. Преподавание ведётся на ория, в настоящее время в рамках защиты языков «племён» разработаны школьные учебники на языке джуанг.